# U-246
Unterseeboot 246 foi um submarino alemão do Tipo VIIC, pertencente a Kriegsmarine que atuou durante a Segunda Guerra Mundial.

## Comandantes
| Comandante         | Data                                       |
| ------------------ | ------------------------------------------ |
| Kptlt. Ernst Raabe | 11 de janeiro de 1944 - 5 de abril de 1945 |

## Subordinação
Durante o seu tempo de serviço, esteve subordinado às seguintes flotilhas:
| Período                                      | Flotilha                                  |
| -------------------------------------------- | ----------------------------------------- |
| 11 de janeiro de 1944 - 31 de julho de 1944  | 5. Unterseebootsflottille (treinamento)   |
| 1 de agosto de 1944 - 30 de setembro de 1944 | 3. Unterseebootsflottille (serviço ativo) |
| 1 de outubro de 1944 - 5 de abril de 1945 1  | 1. Unterseebootsflottille (serviço ativo) |